# UFC 37
UFC 37: High Impact fue un evento de artes marciales mixtas celebrado por Ultimate Fighting Championship el 10 de mayo de 2002 en el CenturyTel Center, en Bossier City, Louisiana, Estados Unidos.

## Historia
Bustamante fue despojado del título en octubre de 2002 después de firmar con PRIDE, desocupando así el cinturón de campeón de peso medio de UFC.

## Resultados

### Tarjeta preliminar
- Peso wélter: Robbie Lawler vs. Aaron Riley

Lawler derrotó a Riley vía decisión unánime.
- Peso wélter: Benji Radach vs. Steve Berger

Radach derrotó a Berger vía TKO (golpes) en el 0:27 de la 1ª ronda, pero más tarde se resolvió más tarde como una pelea Sin resultado por la Comisión Atlética del Estado de Louisiana.
- Peso medio: Ivan Salaverry vs. Andrei Semenov

Salaverry derrotó a Semenov vía TKO (golpes) en el 2:27 de la 3ª ronda.

### Tarjeta principal
- Peso ligero: Caol Uno vs. Yves Edwards

Uno derrotó a Edwards vía decisión unánime.
- Peso medio: Phil Baroni vs. Amar Suloev

Baroni derrotó a Suloev vía TKO (golpes) en el 2:59 de la 1ª ronda.
- Peso ligero: BJ Penn vs. Paul Creighton

Penn derrotó a Creighton vía TKO (golpes) en el 3:19 de la 2ª ronda.
- Peso pesado: Ricco Rodriguez vs. Tsuyoshi Kohsaka

Rodriguez derrotó a Kohsaka vía TKO (golpes) en el 3:26 de la 2ª ronda.
- Campeonato de Peso Medio: Murilo Bustamante (c) vs. Matt Lindland

Bustamante derrotó a Lindland vía sumisión (guillotine choke) en el 1:26 de la 3ª ronda.